# Лессер, Александр
Александр Лессер (пол. Aleksander Lesser; 1814—1884) — польский художник и художественный критик, мастер исторической живописи; член Академии знаний.

## Биография
Александр Лессер родился 13 мая 1814 года в городе Варшаве в семье еврейского банкира Леви Лессера (1791–1870) и Розы Ловенштайн (1790-1840). По окончании Варшавского лицея Лессер поступил в Варшавский университет на отделение изящных искусств под руководством Антония Бродовского. 

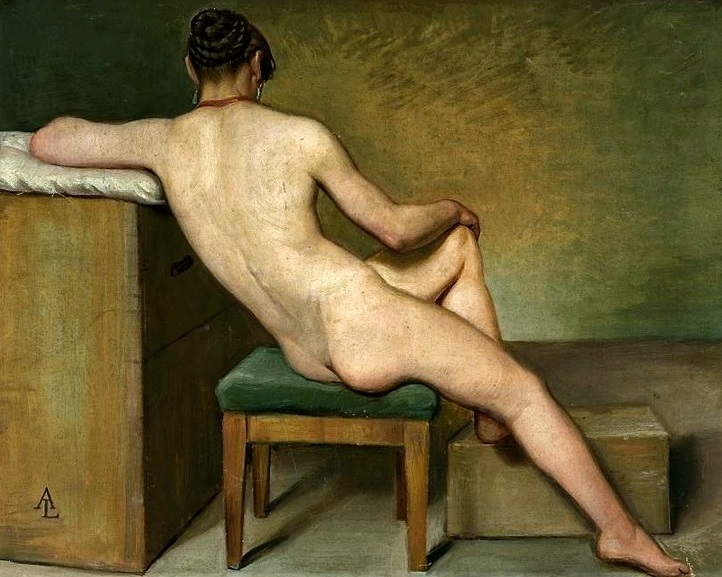
Одна из картин Лессера

После польского восстания российские власти закрыли университет и Лессер продолжил свое художественное образование в Дрездене и Мюнхене, где занимался под руководством тогдашних светил живописи Корнелиуса и Шнорра. Продолжительное путешествие по Германии, Франции, Бельгии и Англии закончило его образование, причём, кроме живописи, он усердно занимался и историей и археологией собрав при этом большую коллекцию польских художественных древностей.
Из исторических картин А. Лессера наиболее известны: «Оборона Трембовли», «Юноша Болеслав Кривоустый», «Открытие мощей св. Ванды» и «Святая Ядвига на поле битвы». Ему же принадлежат и около сорока портретов польских королей в историко-биографическом издании Дзвонковского «Wizerunki kròlòw polskich» (Варшава, 1860 год) и три гравюры к поэзии Адама Мицкевича (изд. Мерцбаха). 
Александр Лессер писал также и на религиозные сюжеты. К картинам такого рода относятся большие полотна в алтарях некоторых католических храмов: «Вознесение Христово», «Святая Мария Магдалина» (в Двинске) и «Святой Викентий» (в Нехмерове). 
Картины Лессера были отмечены наградой на Дрезденской выставке в 1833 году и двумя большими серебряными медалями на выставках в Варшаве, в 1838 и 1841 гг.
Лессер также известен как художественный критик журнала «Kłosy» и как автор статей «Pamiątki Piastowskie na Szląsku» («Gaz. Codz.», 1839 г., № 196) и «Dziełа Wita Stwosza, oznaczone monogramami» («Tygod. Illustrow.», 1863 г., № 196).
Александр Лессер умер 13 марта 1884 году. Более четырёхсот его рисунков хранится в фондах Национального музея в столице Польши.

## Семья
Племянник — промышленник Чеслав-Казимир Бейн.